# Chiesa di Santo Stefano (Sella Giudicarie)
La chiesa di Santo Stefano è la parrocchiale di Roncone, frazione di Sella Giudicarie in Trentino. Fa parte della zona pastorale delle Giudicarie nell'arcidiocesi di Trento e risale al XVII secolo.

## Storia

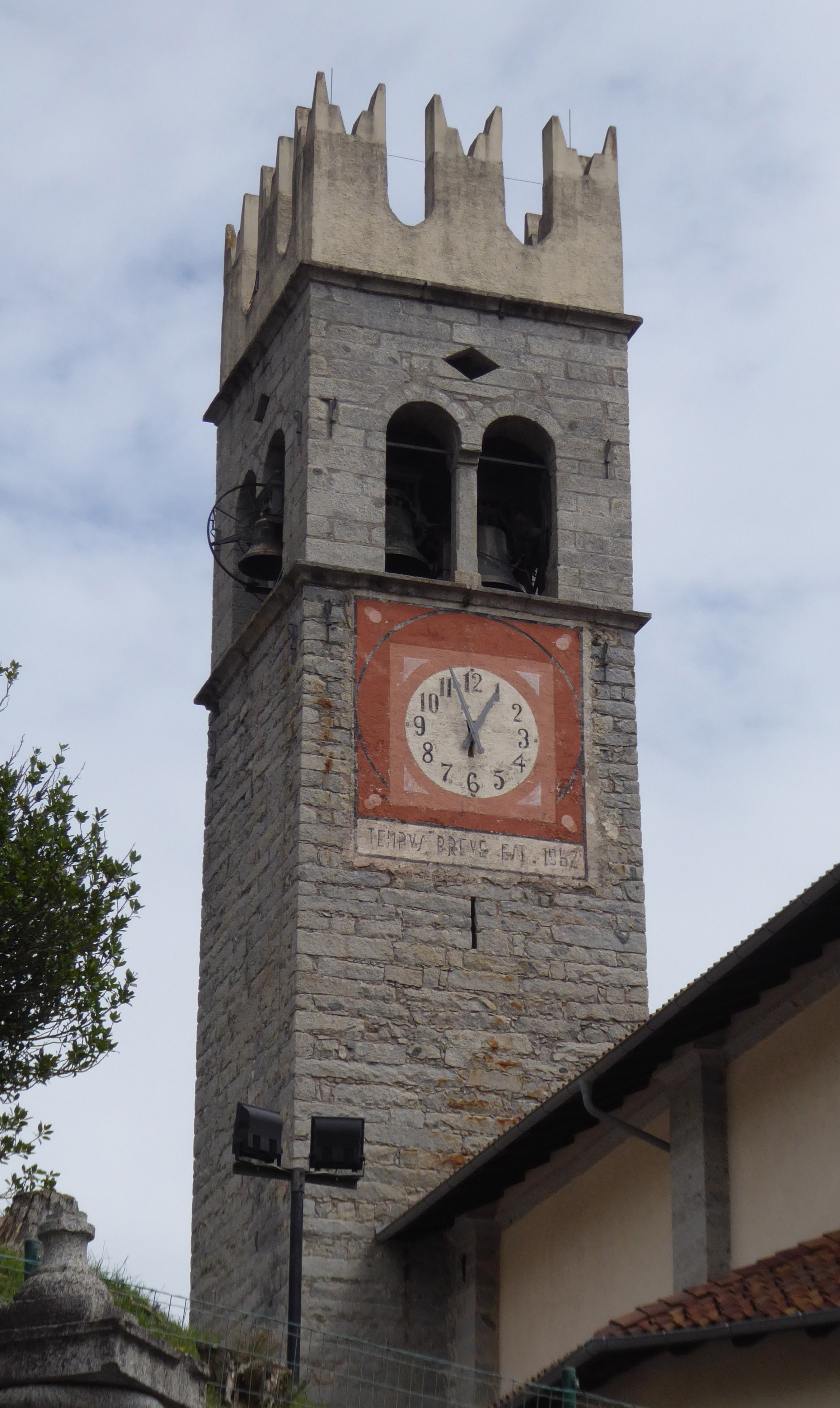
Torre campanaria con caratteristica merlatura.

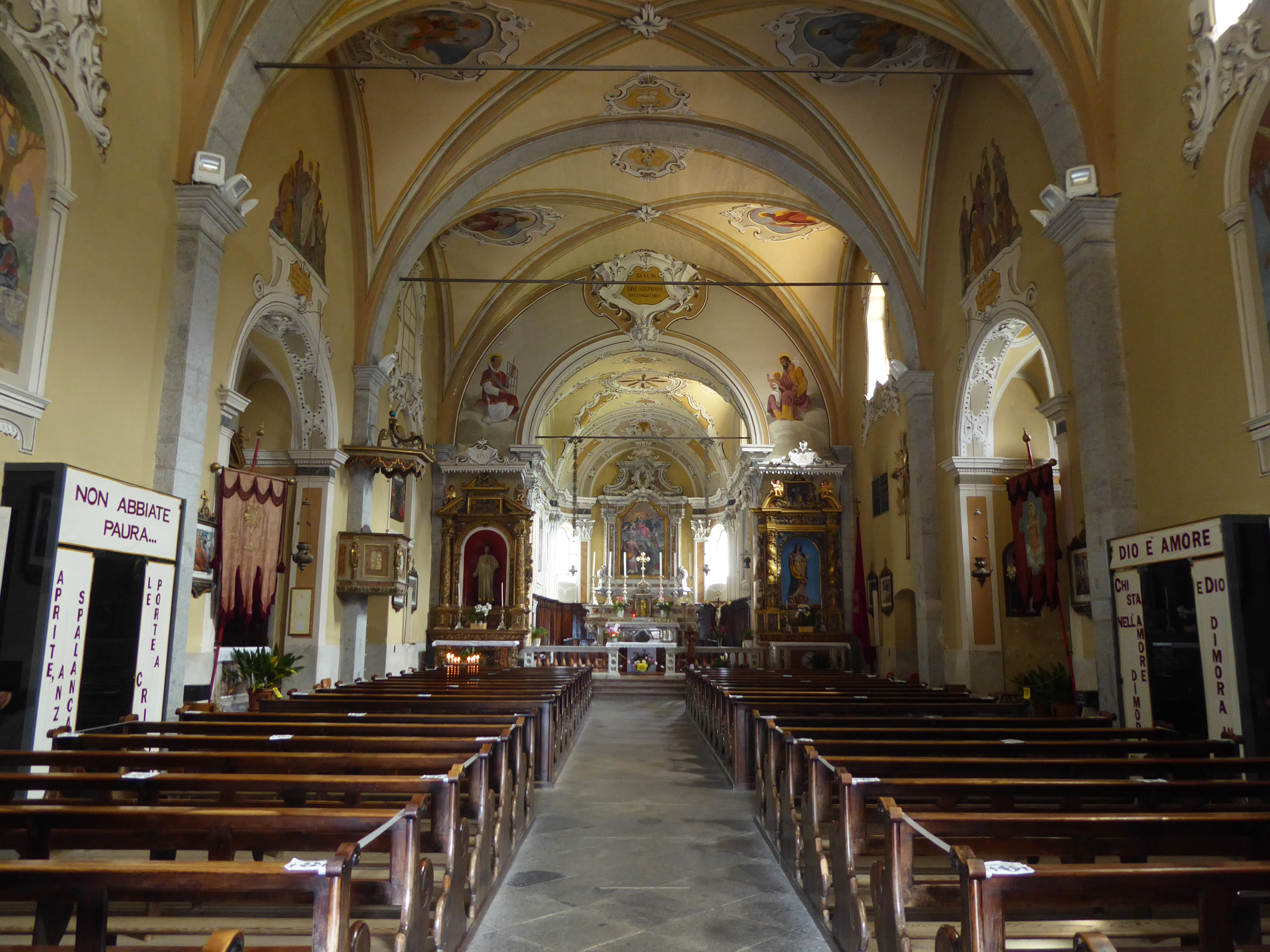
Navata interna.

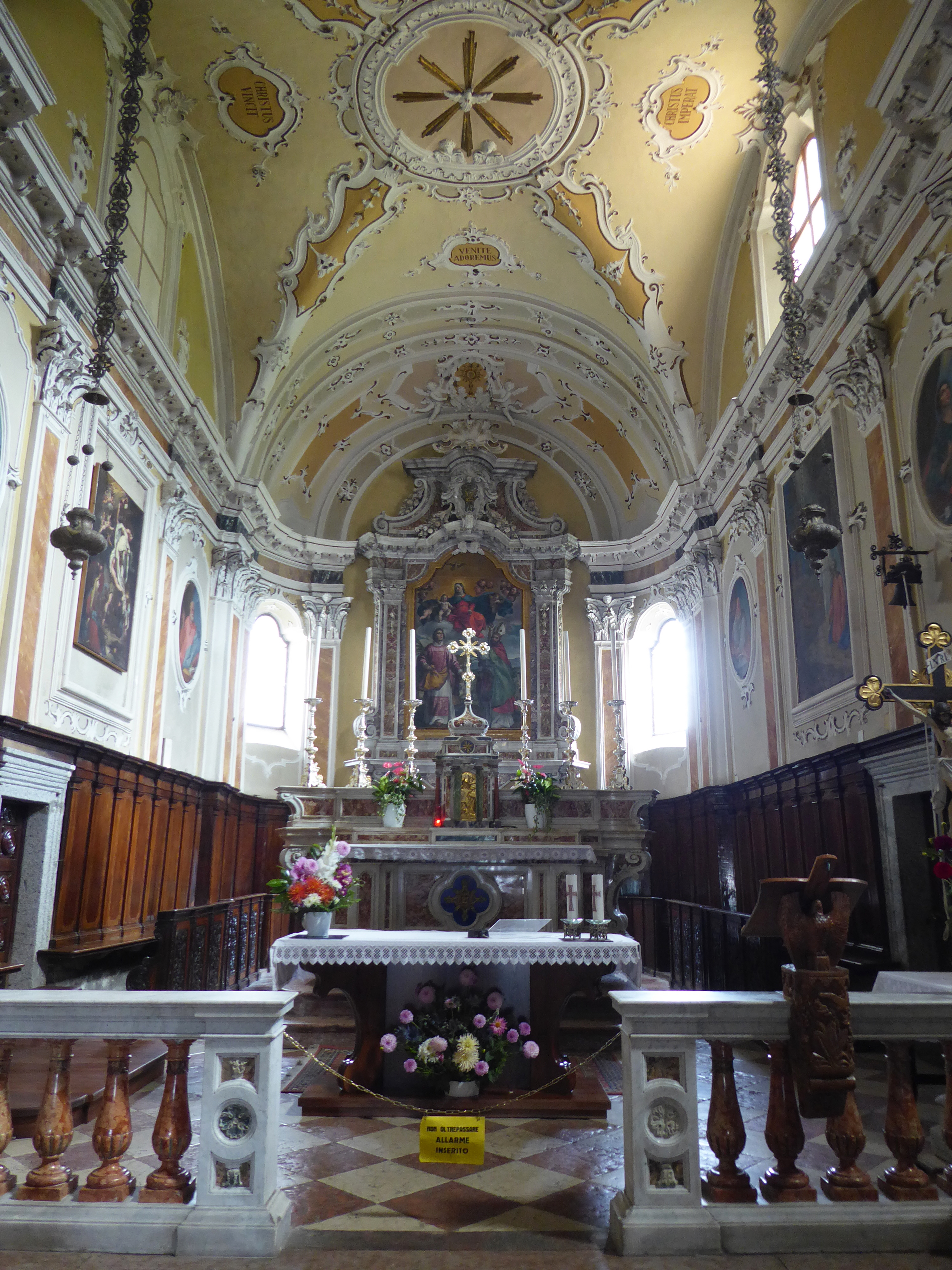
Presbiterio.

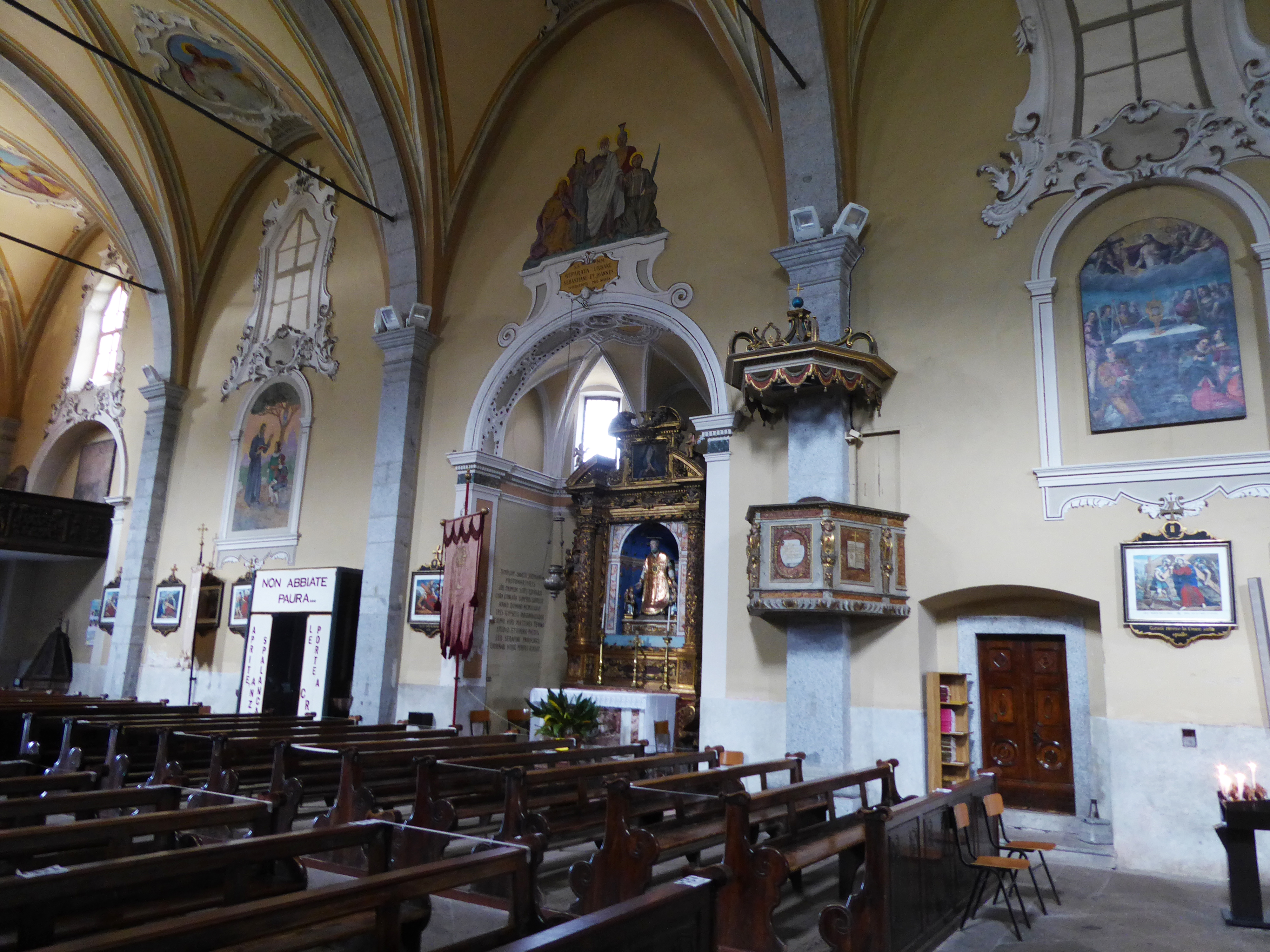
Parete e cappella laterale a sinistra.

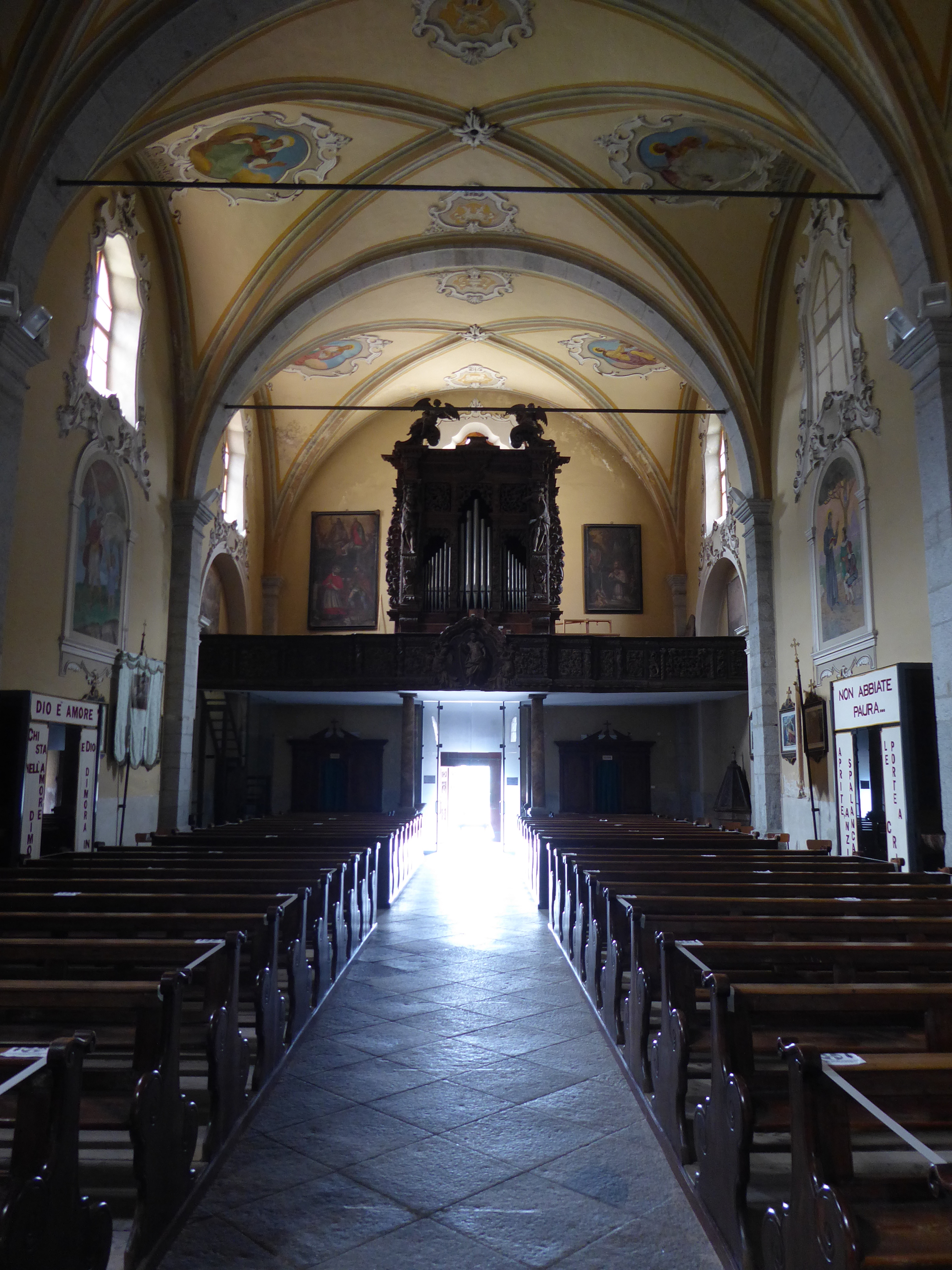
Controfacciata con cantoria ed organo a canne.

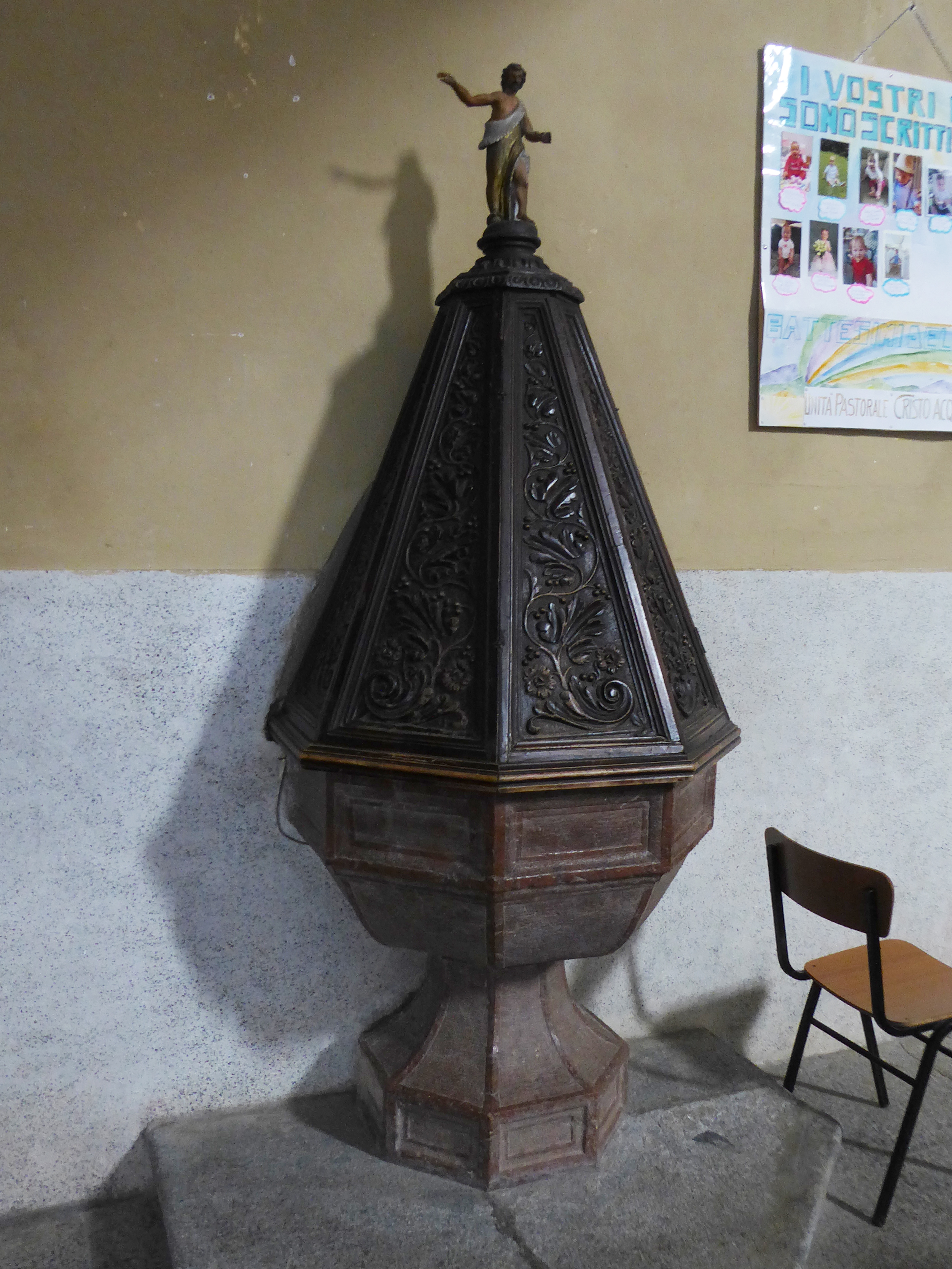
Fonte battesimale storico.

Il primo luogo di culto a Roncone venne quasi certamente edificato entro il XIII secolo e vi fanno riferimento le riunioni dei regolani che si ritrovavano quando venivano avvisati dal rintocco della campana. Verso la fine del XV secolo divenne rettoria della pieve di Santa Giustina. Visite pastorali realizzate sino all'inizio del XVII secolo disposero che si restaurasse l'edificio, poiché non si trovava in buone condizioni. Con queste indicazioni si decise di ricostruirlo completamente, sullo stesso sito del precedente e con orientamento modificato. A lavori ultimati, nel 1624, la chiesa venne benedetta e la solenne consacrazione fu celebrata nel 1633 alla presenza di Carlo Emanuele Madruzzo, principe vescovo di Trento. Subito dopo, tra il 1634 e il 1640, venne eretta la torre campanaria e nella seconda metà del secolo l'edificio venne ampliato con l'allungamento della navata e la conseguente costruzione di una nuova facciata.
Nella prima metà del XVIII secolo la navata fu ampliata con l'erezione di una cappella laterale a destra, inoltre venne edificata la nuova sagrestia. Nella seconda metà del secolo venne ricostruito in forme ampliate il presbiterio, che contestualmente fu arricchito di decorazioni e stucchi. La cantoria inoltre, che si trovava nella sala, fu spostata nella controfacciata.
Nel biennio 1852-1853 tutto l'edificio fu oggetto di un importante intervento di ristrutturazione con la costruzione di nuovi locali e l'apertura di nuovi ingressi. Particolarmente interessante fu, nel 1854, il lavoro sulla torre campamaria che portò alla posa della sua particolare merlatura. La chiesa venne elevata a dignità parrocchiale nel 1912 e dopo la fine della prima guerra mondiale, nel 1921, vennero riparati i danni prodotti dal conflitto con interventi sulla facciata e il rifacimento della copertura del tetto.
Negli anni trenta gli interni vennero arricchiti di decorazioni realizzate dal pittore e stuccatore Matteo Tevini. Gli antichi altari in legno furono restaurati e la struttura venne consolidata. Negli anni cinquanta la facciata venne ristrutturata su disegni di Giovanni Lorenzi e nel 1962 fu installato il nuovo orologio sulla torre campanaria.
Negli anni sessanta, settanta e duemila l'edificio fu interessato da altri cicli di lavori che riguardarono sia l'interno sia l'esterno con la posa di un nuovo impianto per il riscaldamento, la sostituzione delle tegole del tetto e dei serramenti. In particolare si pose attenzione al portale di accesso.

## Descrizione

### Esterni
Il luogo di culto è posto in posizione elevata sull'abitato della frazione di Roncone, in località Doss. Presenta orientamento verso nord-est e il suo prospetto principale, risalente alle ultime modifiche del XX secolo, è rifinito con marmo Verdello ed è suddiviso in due ordini ognuno tripartito verticalmente. Nella parte centrale inferiore si trova il monumentale portale con frontone sporgente retto da due colonne. Nella parte superiore si trovano un'ampia finestra con arco a motivo curvilineo affiancata dalle nicchie con le statue che raffigurano santo Stefano e san Vigilio. La facciata è conclusa da un ampio frontone pure dai contorni curvilinei. La torre campanaria si alza sulla parte sinistra della struttura in posizione arretrata.  Sotto la particolare copertura rifinita con merlatura si trova la cella campanaria che si apre con quattro finestre a bifora.

### Interni
La navata interna è unica e ripartita in quattro campate. Nella prima campata si conserva il fonte battesimale originale e da questa si accede alla cantoria in controfacciata. La cantoria in legno intagliato con il cassone per l'organo a canne risale alla fine del XVII secolo ed è opera dell'artista locale Giambattista Poiana.
Attraverso l'arco santo si accede al presbiterio leggermente rialzato. Le decorazioni degli interni, eseguite in parte a stucco, sono opera di Antonio Cometti e Matteo Tevini.